# Rolf Dobelli
Rolf Dobelli, geboren als Rolf Döbeli (Luzern, 15 juli 1966), is een Zwitserse schrijver van romans en non-fictie en ondernemer. 
In Nederland is hij met name bekend van het in 2018 verschenen boek De kunst van het heldere denken - 52 denkfouten die je beter aan iemand anders kunt overlaten, de vertaling van zijn reeds in 2011 in het Duits verschenen Die Kunst des klaren Denkens.
Dobelli studeerde filosofie en bedrijfskunde aan de Universiteit van Sankt Gallen, waar hij promoveerde op het onderwerp deconstructie van het economisch discours. Vervolgens werkte hij in het bedrijfsleven, onder meer als financieel directeur en directeur van enkele dochterondernemingen van de Zwitserse luchtvaartmaatschappij Swissair. 
Samen met vrienden richtte hij in 1999 het bedrijf getAbstract op, een uitgever die abonnementen op samenvattingen van boeken aanbiedt, met een vestiging in Luzern en in Aventura, Florida.
In 2003 verscheen van zijn hand zijn eerste roman Fünfunddreißig – Eine Midlife-Story.
In 2011 verliet hij de mede door hem opgezette uitgeverij om zich op het schrijven toe te leggen. Inmiddels was hij sinds 2001 presentator van televisieprogramma´s over boeken en schreef hij de wekelijkse column Clear Thinking voor de Frankfurter Allgemeine Zeitung (tot eind 2011), de Zwitserse SonntagsZeitung (2010-2012) en tot oktober 2012 voor Die Zeit. Van 2013 tot 2014 schreef hij een wekelijkse column voor het weekblad Stern en daarna de zaterdageditie van de Neue Zürcher Zeitung.
Dobelli's in 2011 verschenen boek Die Kunst des klaren Denkens werd een bestseller in 2012 in het Duitse taalgebied en zou later ook in diverse vertalingen verschijnen, onder meer in het Engels (The Art of Thinking Clearly - Better Thinking, Better Decisions) en het Nederlands (De kunst van het heldere denken - 52 denkfouten die je beter aan iemand anders kunt overlaten). Daarna schreef hij onder meer Die Kunst des klugen Handelns, waarvan eveneens een Engelse vertaling verscheen (The Art of the Good Life- Clear Thinking for Business and a Better Life).
- Bibsys: 13027987
- Biblioteca Nacional de España: XX5273854
- Bibliothèque nationale de France: cb15506969m (data)
- Catàleg d'autoritats de noms i títols de Catalunya: 981058520945806706
- CiNii: DA17598636
- Gemeinsame Normdatei: 124961134
- International Standard Name Identifier: 0000 0000 7847 6093
- Library of Congress Control Number: no2004035295
- Nationale Bibliotheek van Letland: 000199823
- MusicBrainz: a63a5fa3-0e19-4261-a413-8d07570be84e
- Bibliotheek van het Japanse parlement: 001148201
- Nationale Bibliotheek van Tsjechië: xx0069599
- Nationale bibliotheek van Australië: 58978939
- Nationale Bibliotheek van Israël: 987007503136105171
- Nationale en Universitaire bibliotheek Zagreb: 000613618
- Nederlandse Thesaurus van Auteursnamen: 265599164
- Réseau des bibliothèques de Suisse occidentale: 02-A009350373
- Istituto Centrale per il Catalogo Unico: TO0V628896
- Système universitaire de documentation: 078151511
- Virtual International Authority File: 34759894
- WorldCat: E39PBJfGRvCMT9YkpvChTpxMT3